# Mcmoordy Hüther
Mcmoordy King Aerchlimann Hüther (* 26. Juli 1999 in Berlin) ist ein deutscher Fußballspieler.

## Karriere
Hüther begann seine Karriere bei Füchse Berlin Reinickendorf. Zur Saison 2015/16 wechselte er in die Jugend von Tennis Borussia Berlin. Nach zweieinhalb Jahren bei TeBe wechselte er im Januar 2018 zum FC Viktoria 1889 Berlin. Im Februar 2018 debütierte er für Viktoria Berlin in der Regionalliga Nordost, als er am 21. Spieltag der Saison 2017/18 gegen den Berliner AK 07 in der Startelf stand. Bis Saisonende kam er zu sechs Einsätzen in der vierthöchsten Spielklasse.
Im Mai 2019 erzielte er bei einem 4:2-Sieg gegen den Chemnitzer FC sein erstes Regionalligator. In der Saison 2018/19 kam er zu zehn Einsätzen in der Regionalliga, in denen er ein Tor erzielte. Nach weiteren 17 in der Saison 2019/20 wechselte Hüther im Januar 2020 zum österreichischen Zweitligisten SK Austria Klagenfurt, bei dem er einen bis Juni 2022 laufenden Vertrag erhielt. Sein Debüt in der 2. Liga gab er im Februar 2020, als er am 18. Spieltag der Saison 2019/20 gegen den FC Liefering in der 79. Minute für Oliver Markoutz eingewechselt wurde. In eineinhalb Jahren in der 2. Liga kam er zu insgesamt 14 Einsätzen, in denen er ein Tor erzielte. Am Ende der Saison 2020/21 stieg er mit den Kärntnern in die Bundesliga auf. In dieser kam er nicht mehr zum Einsatz, im August 2021 wurde sein Vertrag in Klagenfurt aufgelöst und Hüther kehrte nach Deutschland zurück, wo er sich dem Regionalligisten VSG Altglienicke aus seiner Heimatstadt Berlin anschloss.
Zur Saison 2022/23 wechselte Hüther innerhalb der Regionalliga Nordost und Berlins zur zweiten Mannschaft von Hertha BSC. Nach 27 Ligaeinsätzen und einem Tor wechselte  Hüther zur Saison 2023/24 erneut innerhalb der Liga und der Stadt zum BFC Dynamo. Mit den Hohenschönhausenern gewann er 2025 den Landespokal. Anschließend wechselte er erneut ligaintern zum Greifswalder FC.

## Titel
- Berliner Landespokalsieger: 
  - 2019 (FC Viktoria 1889 Berlin)
  - 2025 (BFC Dynamo)